# Potony
Potony (horvátul: Potonja) egy község Somogy vármegyében, a Barcsi járásban.

## Fekvése
Barcstól bő 15 kilométerre keletre helyezkedik el, a Drávától mintegy 4 kilométer távolságra, közvetlenül Baranya és Somogy vármegye határán.
A szomszédos települések: északkelet felől Zádor, kelet felől Teklafalu, dél felől Tótújfalu, nyugat felől Drávagárdony, északnyugat felől pedig Kastélyosdombó.

### Megközelítése
Legfontosabb közúti megközelítési útvonala a Harkány-Sellye-Darány közti 5804-es út, ezen érhető el a legegyszerűbben mindhárom említett település, illetve Barcs felől is. Déli szomszédai közül Tótújfaluval az 58 163-as számú mellékút köti össze.
Keresztülszeli a települést az EuroVelo nemzetközi kerékpárút-hálózat 13. számú, „Vasfüggöny” útvonalának horvát-magyar határ menti szakasza, amelynek a Drávatamási és Drávasztára közti 3. számú etapja érinti a falut. Érdekesség, hogy a térségben amúgy jobbára a Dráva töltésén vezető útvonal itt több kilométeren keresztül eltávolodik a folyótól, északi irányba.

## Története
Az 1332-37. évi pápai tizedjegyzék szerint plébániája volt, 1376-ban nevét Poton alakban említették az oklevelek. 1403-ban Szent-Pál völgy néven említették. Mellette feküdt hajdan Gerenda falu, amely 1660 után elpusztult.[forrás?] Az 1695-ös összeírásban kilenc jobbágycsalád szerepelt. A 18. századtól Esterházy birtok, ugyanezen század elején katolikus horvátokat telepítettek le a vidékre. Az 1772-es összeírás szerint az itt lakók a horvát nyelvet beszélték, az 1870-es népszámlálás adatai szerint már 431 horvát–szerb, 154 magyar egy német és egy tót lakója volt a falunak. Mai nevét 1909-től kezdve használja.
1921 és 1929 között Hangya Szövetkezet és tejszövetkezet is működött Potonyban. 1941-ben még 699 lakója volt a településnek, melynek 82%-a horvátnak vallotta magát. 1945 után – a jugoszláv határ közelsége miatt – a visszafejlődés jellemezte a falu történetét, fölerősödött az elvándorlás, fokozatosan szűntek meg a község életét meghatározó civilszervezetek. 1949-ben megalakult a Micsurin mezőgazdasági termelőszövetkezet, amely 1967-ben beolvadt a lakócsai Drávamente nevű szövetkezetbe. A rendszerváltást követően megalakult a horvát kisebbségi települési önkormányzat is, bár 2011-re a magukat horvátnak valló potonyiak aránya 58%-ra csökkent.
Az Ős-Dráva Program keretében a település mellett egy 39 hektáros, 400 000 m³-es víztározót terveznek építeni.

## Címerének leírása
Az álló háromszögű pajzs vörös mezeje a hazaszeretet jelzi, a vízszintes hullámpólya pedig a Dráva közelségét. A pajzsot két oldalról körülvevő 7-7 arany makkterméssel ékesített zöld tölgyfaág azt jelenti, hogy a települést kemény fájú, lombos erdők ölelik körbe. A pajzsban lévő 8 makkterméssel ékített gyökeres arany tölgyfa azt jelenti, hogy az idetelepült horvátok úgy mint a tölgyfa, gyökeret eresztettek ezen a településen.

## Közélete

### Polgármesterei
- 1990–1994: Szilovics József (független)[8]
- 1994–1998: Szilovics József (független)[9]
- 1998–2002: Szilovics József (független horvát kisebbségi)[10]
- 2002–2006: Szilovics József (független horvát kisebbségi)[11]
- 2006–2010: Reiz Tamás (független)[12]
- 2010–2014: Reiz Tamás (független)[13]
- 2014–2019: Reiz Tamás (független)[14]
- 2019–2024: Reiz Tamás (független)[15]
- 2024– : Reiz Tamás (független)[1]

A településen az 1994. december 11-én megtartott önkormányzati választáson két azonos nevű jelölt is elindult a polgármesteri címért, ezért a választási dokumentumokban egyikük (a későbbi győztes) a születési nevén, a másikuk becenévvel kiegészítve, mint Szilovics József Sziló szerepelt.

## Népesség
A település népességének változása:
| Lakosok száma | 208  | 195  | 195  | 204  | 171  | 192  | 200  |
|               | 2013 | 2014 | 2015 | 2021 | 2022 | 2023 | 2024 |

A 2011-es népszámlálás során a lakosok 87,9%-a magyarnak, 6,3% cigánynak, 58,5% horvátnak, 0,5% németnek mondta magát (10,6% nem nyilatkozott; a kettős identitások miatt a végösszeg nagyobb lehet 100%-nál). A vallási megoszlás a következő volt: római katolikus 86%, református 2,4%, felekezet nélküli 2,9% (8,7% nem nyilatkozott).
2022-ben a lakosság 90,6%-a vallotta magát magyarnak, 36,8% horvátnak, 2,3% cigánynak, 1,8% egyéb, nem hazai nemzetiségűnek (8,8% nem nyilatkozott; a kettős identitások miatt a végösszeg nagyobb lehet 100%-nál). Vallásuk szerint 62% volt római katolikus, 1,8% református, 0,6% egyéb katolikus, 2,3% felekezeten kívüli (33,3% nem válaszolt).
A lakosság horvát részének nyelvjárására jellemző, névmás szerint az ún. „što” nyelvjárást beszélik, tehát ezért nevezik őket štokávácoknak, míg a mellette alig 3–10 km-re lévő falvakban, Lakócsán, Szentborbáson és Tótújfaluban élő horvát kisebbség a kájkávácok közé tartozik, akik a „mi=kaj” névmást használják.

## Nevezetességei
- Egy tölgyfa, amelyre nagyon büszkék a helybeliek, ez a fa szerepel a címerben is.[5]
- Kazettás mennyezetű katolikus templomát 1937-ben kezdték építeni, 1939. június 11-én szentelték fel. A kazettákat helyi tanulók festették, a középső négy kazettán fehér liliomok, kereszt és ostya jelenik meg. Az épületet 2012-ben felújították, 2014-ben pedig (felszentelésének 75. évfordulója alkalmából) emléktáblát helyeztek el a falán. Udvarán 2000 októberében avatták fel a két világháború helyi hőseinek emlékművét.[5]
- A faluközpontban pihenő- és játszóterületet alakítottak ki, az ennek a Kossuth utca felőli végén található egykori tűzoltószertárat pedig sportcélú és kerékpáros pihenőépületté építették át. A terület nyugati oldalán körbekerített, világítással is rendelkező sportpálya található, a Petőfi utca felőli részen pedig egy régi tűzoltókocsit állítottak ki.[5]
- Potony és Tótújfalu között található a természetvédelmi oltalom alatt álló Lugi-erdő.[5]